# Partij van Christensocialisten (Oekraïne)
De Partij van Christensocialisten (Oekraïens: Партія "Християнських соціалістів") is een politieke partij in Oekraïne die op 15 februari 2018 werd geregistreerd. De partij staat onder leiding van oud-burgemeester van Charkov, de zakenman Mykhailo Dobkin. Bij de parlementsverkiezingen van 2019 maakte de Partij van Christensocialisten deel uit van het Oppositieblok, dat bestaat uit pro-Russische partijen. De partij van Dobkin wist echter geen zetel te veroveren in het parlement. 
Dobkin veroordeelde de Russische invasie (2022) scherp. Hij heeft zijn steun uitgesproken voor president Zelensky. 